# Федеральная служба по надзору в сфере образования и науки
Федеральная служба по надзору в сфере образования и науки (Рособрнадзор) — федеральный орган исполнительной власти Российской Федерации, подчинённый Правительству РФ, осуществляющий функции по нормативно-правовому регулированию в сфере государственной регламентации образовательной деятельности, функции по контролю и надзору в сфере образования и науки, функции по признанию образования и (или) квалификации, полученных в иностранном государстве, по предоставлению государственных услуг в рамках полномочий.
Служба образована в 2004 году.

## Функции
Сферой деятельности Рособрнадзора являются:
- Лицензирование и государственная аккредитация образовательной деятельности.
- Аттестация научных и педагогических работников учреждений высшего профессионального образования.
- Аттестация выпускников образовательных учреждений.
- Подтверждение и нострификация документов об образовании.
- Проведение единого государственного экзамена.
- Ведение Федерального реестра документов государственного образца об образовании, об учёных степенях и учёных званиях.

## Руководители
1. Болотов Виктор Александрович. Руководил Рособрнадзором с марта 2004 года, освобождён от должности 28 марта 2008 года распоряжением председателя Правительства Российской Федерации В. А. Зубкова «в связи с переходом на другую работу» (распоряжение № 395-р от 28 марта 2008 г.). Доктор педагогических наук, академик РАО.
2. Глебова Любовь Николаевна. Назначена руководителем службы 28 марта 2008 года (распоряжение № 396-р от 28 марта 2008 г.), покинула пост 1 ноября 2012 года в связи с переходом на должность члена Совета Федерации от Пензенской области. Доктор педагогических наук, член-корреспондент РАО.
3. Муравьёв Иван Александрович. Назначен руководителем Рособрнадзора с 3 ноября 2012 года, ранее был заместителем Л. Н. Глебовой[2][3]. Освобождён от должности распоряжением председателя Правительства Российской Федерации Д. А. Медведева 31 июля 2013 года[4]. Кандидат юридических наук.
4. Кравцов Сергей Сергеевич. Назначен руководителем ведомства 1 августа 2013 года. Доктор педагогических наук. 21 января 2020 года покинул должность в связи с переходом на пост министра просвещения Российской Федерации.
5. Музаев Анзор Ахмедович. Назначен руководителем ведомства 18 августа 2020 года; исполнял обязанности с 13 февраля 2020. Кандидат технических наук[5].

## Учреждения, находящиеся в ведении Рособрнадзора
- ФГБНУ «Федеральный институт педагогических измерений» (Официальный сайт)
- ФГБУ «Федеральный центр тестирования»
- Национальный информационный центр по вопросам признания образования «ГлавЭкспертЦентр» (Официальный сайт)
- Национальное аккредитационное агентство в сфере образования (Росаккредагентство) (Официальный сайт)
- Информационно-методический центр по аттестации образовательных организаций
- ФГБУ «Федеральный институт оценки качества образования» (Официальный сайт)

## Критика
Учёные Европейского университета в Санкт-Петербурге обратили внимание, что Рособрнадзор чаще проверяет частные вузы и чаще применяет к ним жёсткие санкции по сравнению с бюджетными учреждениями. За 2015—2016 годы после проверок служба в 134 случаях ставила вопрос о прекращении работы вузов, при этом только два случая пришлись на бюджетные учреждения. Журналисты объяснили это применением двойных стандартов.
Директор по исследованиям Института проблем правоприменения при Европейском университете в Санкт-Петербурге К. Д. Титаев в интервью интернет-изданию «Индикатор», говоря о запуске исследовательского проекта по деятельности Рособрнадзора, отметил ряд уже выявленных существенных недостатков в подходе Рособрнадзора, в основном связанных с ориентацией исключительно на бумажные показатели и излишним бюрократическим подходом. В качестве примера некомпетентности ведомства Титаев привёл один из известных ему очных вузов с площадью помещений в 200 квадратных метров, в котором по бумагам обучаются четыре курса студентов по трём направлениям, при этом на один курс приходится около 100 студентов. Вместо фактического обучения, как предполагает Титаев, в данном случае на такой площади может происходить только покупка диплома за четыре года, но «Рособрнадзор, который туда ходит раз в год или несколько лет, видит, что все в порядке. Без всяких взяток. Документарное обеспечение у людей на высочайшем уровне, всё хорошо». Титаев также указывает, что большая часть сотрудников Рособрнадзора являются юристами, некомпетентными в вопросах многих специальных дисциплин, и что в Рособрнадзоре «заказать экспертизу лекции технически практически невозможно. Только учебного плана». Поэтому если допустить, что медицинский вуз будет обучать студентов хилерству, называя это в учебном плане «современными методами терапии», то у Рособрнадзора не существует возможности узнать, чему в реальности учат студентов, считает Титаев.
Решение Рособрнадзора об отзыве государственной аккредитации у Московской высшей школы социальных и экономических наук (МВШСЭН) вызвало критику общественности. Учёный Совет ВШЭ выступил в поддержку университета. По мнению учёного совета, система проверки вузов сыграла свою роль, когда Рособрнадзор боролся с «заведомо профанационными программами» недобросовестных вузов. Однако теперь, когда эта работа подошла к концу, традиционная аккредитация как инструмент все чаще затрагивает инновационные вузы, которые работают «выше уровня государственных стандартов». Комментируя эту ситуацию, зампред комитета Госдумы по образованию и науке Олег Смолин высказал мнение, что «Рособрнадзор проверяет не качество образования, а качество оформления бумаг. По своим правилам он действует верно, другое дело, что эти правила не имеют отношения к качеству образования. Поэтому, на мой взгляд, эти правила нужно менять». Студенты МВШСЭН опубликовали петицию с требованием закрыть ведомство.